# Autophila macrophanes
Autophila macrophanes là một loài bướm đêm trong họ Erebidae.